# Mark Williams (giocatore di snooker)
Mark J. Williams (Ebbw Vale, 21 marzo 1975) è un giocatore di snooker gallese, professionista dal 1992, numero 9 del ranking ed ex numero 1 dal maggio 2000 al maggio 2002, dal maggio 2003 al maggio 2004 e dal maggio al settembre 2011, tre volte campione del mondo (2000, 2003 e 2018), due volte vincitore del Masters (1998 e 2003) e due volte vincitore dello UK Championship (1999 e 2002).
È stato numero uno nel Ranking Mondiale di snooker, per tre stagioni nella sua carriera. Ha vinto tre campionati mondiali, nel 2000 (primo giocatore mancino a vincere il titolo) nel 2003 e nel 2018 a 15 anni di distanza dall'ultima volta.

## Carriera

### I primi anni (1992-1999)
Diventato professionista nel 1992, quattro anni dopo vince il Welsh Open contro John Parrott per 9-3 come primo torneo Ranking in carriera. Si ripete nel 1999 battendo Stephen Hendry, dopo aver trionfato l'anno prima nel Masters di Londra.

### I grandi successi (1999-2003)
Nella stagione 1998-1999 arriva anche in finale al Mondiale perdendo proprio contro Hendry 18-11, ma si rifà subito l'anno dopo trionfando contro il connazionale Matthew Stevens. In questa stagione vince anche il primo UK Championship ancora contro Stevens.
Nel 1999 assieme ai gallesi Darren Morgan, Matthew Stevens e Dominic Dale, batte la Scozia per 6-4 nella finale della Nations Cup.

### Stagione 2002-2003: Il completamento della Tripla Corona
Nella stagione 2002-2003 Williams vince tutti e 3 i titoli della Tripla Corona (Mondiale e UK Championship contro Ken Doherty e Masters contro Hendry), diventando il terzo giocatore ad aver fatto la tripletta in una singola stagione dopo Steve Davis e Stephen Hendry.

### Il calo (2003-2010)
Il ciclo vincente di Williams finisce e negli anni successivi il gallese perde posizioni nel Ranking ed esce dalla top 16 nella stagione 2008-2009, dato che tra 2003 e il 2010 riesce a vincere una LG Cup (2003) e due China Open (2006 e 2010).

### La breve risalita (2010-2017)
Nella stagione 2010-2011 ottiene ottimi risultati e piazzamenti, tra cui la semifinale al Mondiale e la finale persa allo UK Championship che gli consentono di tornare dopo 7 anni in testa alla classifica.

### Il ritorno al vertice con il mondiale (2017-)
Dopo essere rimasto a secco di titoli, Williams gioca una delle sue stagioni migliori, ovvero la 2017-2018: il gallese vince il Northern Ireland Open contro Yan Bingtao, il German Masters contro Graeme Dott e infine corona il tutto con uno splendido successo al Campionato del Mondo, battendo in finale John Higgins per 18-16.
Nella stagione post titolo, Williams riesce a vincere solo il World Open contro David Gilbert per 10-9, dopo essere stato sotto 9-5 ed esce di scena al secondo turno del Campionato mondiale proprio contro l'inglese.

### Stagione 2019-2020
La stagione 2019-2020 si apre con alcune uscite ai primi turni e la semifinale al Six-Red World Championship. Raggiunge inoltre la finale al China Championship ma perde 10-9 contro Shaun Murphy.
Successivamente Williams entra in una fase chiamata da lui stesso "odio per lo snooker" e in parallelo a ciò, il gallese decide di saltare il World Open, dove era campione in carica e il Northern Ireland Open. Decide poi di partecipare allo UK Championship, ma la sua avventura nel torneo si ferma già al secondo turno.
All'inizio dell'anno solare 2020 abbozza una ripresa con il ritrovamento se pur a sprazzi del suo miglior gioco.

## Ranking[10]
| Stagione  | Ranking iniziale | Ranking finale |
| --------- | ---------------- | -------------- |
| 1992-1993 | Non classificato | 119            |
| 1993-1994 | 119              | 58             |
| 1994-1995 | 58               | 39             |
| 1995-1996 | 39               | 16             |
| 1996-1997 | 16               | 4              |
| 1997-1998 | 4                | 5              |
| 1998-1999 | 5                | 3              |
| 1999-2000 | 3                | 1              |
| 2000-2001 | 1                | 1              |
| 2001-2002 | 1                | 2              |
| 2002-2003 | 2                | 1              |
| 2003-2004 | 1                | 2              |
| 2004-2005 | 2                | 9              |
| 2005-2006 | 9                | 8              |
| 2006-2007 | 8                | 12             |
| 2007-2008 | 12               | 22             |
| 2008-2009 | 22               | 15             |
| 2009-2010 | 15               | 8              |
| 2010-2011 | 8                | 1              |
| 2011-2012 | 1                | 3              |
| 2012-2013 | 3                | 15             |
| 2013-2014 | 15               | 18             |
| 2014-2015 | 18               | 14             |
| 2015-2016 | 15               | 13             |
| 2016-2017 | 13               | 15             |
| 2017-2018 | 15               | 3              |
| 2018-2019 | 3                | 3              |
| 2019-2020 | 3                | 10             |
| 2020-2021 | 10               | 11             |
| 2021-2022 | 11               |                |

### Maximum breaks: 2[11]
| N° | Anno | Competizione        | Avversario     | Note   |
| -- | ---- | ------------------- | -------------- | ------ |
| 1  | 2005 | Campionato Mondiale | Robert Milkins | [ 12 ] |
| 2  | 2010 | Rhein-Main Masters  | Diana Shuler   | [ 13 ] |

## Vita privata
Soprannominato come The Welsh Potting Machine per la sua capacità di imbucare facilmente con diversi tipi di tiro, è sposato con Joanne con la quale ha tre figli.
Williams è orgoglioso delle sue origini gallesi, tanto da avere un tatuaggio con un dragone (simbolo del Galles). Inoltre è un grande amico del connazionale Matthew Stevens e dell'ex giocatore Stephen Hendry, mentre ha dei cattivi rapporti con Darren Morgan.

## Tornei vinti

### Titoli Non-Ranking: 6
| Titoli Ranking        | Titoli Ranking     | Titoli Ranking                                | Titoli Ranking       |
| --------------------- | ------------------ | --------------------------------------------- | -------------------- |
| Competizione          | Anno               | Avversario                                    | Note                 |
| Campionato mondiale   | 2000 - 2003 - 2018 | Matthew Stevens - Ken Doherty - John Higgins  | [ 4 ] [ 15 ] [ 16 ]  |
| UK Championship       | 1999 - 2002        | Matthew Stevens - Ken Doherty                 | [ 17 ] [ 18 ]        |
| Welsh Open            | 1996 - 1999        | John Parrott - Stephen Hendry                 | [ 19 ] [ 20 ]        |
| Grand Prix            | 1996 - 2000        | Euan Henderson - Ronnie O'Sullivan            | [ 21 ] [ 22 ]        |
| British Open          | 1997 - 2021 - 2023 | Stephen Hendry - Gary Wilson - Mark Selby     | [ 23 ] [ 24 ]        |
| Irish Open            | 1998               | Alan McManus                                  | [ 25 ]               |
| Thailand Masters      | 1999 - 2000 - 2002 | Alan McManus - Stephen Hendry - Stephen Lee   | [ 26 ] [ 27 ] [ 28 ] |
| China Open            | 2002 - 2006 - 2010 | Anthony Hamilton - John Higgins - Ding Junhui | [ 29 ] [ 30 ] [ 31 ] |
| LG Cup                | 2003               | John Higgins                                  | [ 32 ]               |
| German Masters        | 2011 - 2018        | Mark Selby - Graeme Dott                      | [ 33 ] [ 34 ]        |
| Northern Ireland Open | 2017               | Yan Bingtao                                   | [ 35 ]               |
| World Open            | 2018               | David Gilbert                                 | [ 36 ]               |
| WST Pro Series        | 2021               | Ali Carter                                    | [ 38 ]               |

| Titoli Non-Ranking             | Titoli Non-Ranking | Titoli Non-Ranking              | Titoli Non-Ranking |
| ------------------------------ | ------------------ | ------------------------------- | ------------------ |
| Competizione                   | Anno               | Avversario                      | Note               |
| The Masters                    | 1998 - 2003        | Stephen Hendry - Stephen Hendry | [ 39 ] [ 40 ]      |
| Benson and Hedges Championship | 1994               | Rod Lawler                      | [ 41 ]             |
| Pontins Professional           | 1998               | Martin Clark                    | [ 42 ]             |
| Pot Black                      | 2006               | John Higgins                    | [ 43 ]             |

| In squadra    | In squadra                                         | In squadra                                          | In squadra |
| ------------- | -------------------------------------------------- | --------------------------------------------------- | ---------- |
| Competizione  | Anno/Compagno                                      | Avversario                                          | Note       |
| Nations Cup   | 1999/ Darren Morgan, Matthew Stevens, Dominic Dale | Scozia                                              | [ 44 ]     |
| Macao Masters | 2018/ Joe Perry, Marco Fu, Zhang Anda              | Barry Hawkins, Ryan Day, Zhao Xintong, Zhou Yuelong | [ 45 ]     |

| Tornei varianti            | Tornei varianti | Tornei varianti    | Tornei varianti |
| -------------------------- | --------------- | ------------------ | --------------- |
| Competizione               | Anno            | Avversario         | Note            |
| Six-Red World Championship | 2017            | Thepchaiya Un-Nooh | [ 46 ]          |

| World Seniors Tour         | World Seniors Tour | World Seniors Tour | World Seniors Tour |
| -------------------------- | ------------------ | ------------------ | ------------------ |
| Competizione               | Anno               | Avversario         | Note               |
| World Seniors Championship | 2015               | Fergal O'Brien     | [ 47 ]             |

- Players Tour Championship: 1 (Evento 1 2010)
- European Tour: 1 (Rotterdam Open 2013)

## Finali perse

### Titoli Non-Ranking: 12
| Titoli Ranking                   | Titoli Ranking | Titoli Ranking                 | Titoli Ranking |
| -------------------------------- | -------------- | ------------------------------ | -------------- |
| Competizione                     | Anno           | Avversario                     | Note           |
| Campionato mondiale              | 1999           | Stephen Hendry                 | [ 48 ]         |
| UK Championship                  | 2000 - 2010    | John Higgins - John Higgins    | [ 49 ] [ 50 ]  |
| Grand Prix                       | 1999           | John Higgins                   | [ 51 ]         |
| Malta Grand Prix                 | 2000           | Ken Doherty                    | [ 52 ]         |
| Scottish Open                    | 2000           | Ronnie O'Sullivan              | [ 53 ]         |
| China Open                       | 2000 - 2017    | Ronnie O'Sullivan - Mark Selby | [ 54 ] [ 55 ]  |
| Welsh Open                       | 2003           | Stephen Hendry                 | [ 56 ]         |
| Australian Goldfields Open       | 2011           | Stuart Bingham                 | [ 57 ]         |
| Shanghai Masters                 | 2011           | Mark Selby                     | [ 58 ]         |
| Players Tour Championship Finals | 2015           | Joe Perry                      | [ 59 ]         |
| China Championship               | 2019           | Shaun Murphy                   | [ 7 ]          |
| Shoot-Out                        | 2022           | Hossein Vafaei                 | [ 60 ]         |

| Titoli Non-Ranking  | Titoli Non-Ranking          | Titoli Non-Ranking                                | Titoli Non-Ranking   |
| ------------------- | --------------------------- | ------------------------------------------------- | -------------------- |
| Competizione        | Anno                        | Avversario                                        | Note                 |
| The Masters         | 2002                        | Paul Hunter                                       | [ 61 ]               |
| WPBSA Minor Tour 6  | 1995                        | Drew Henry                                        |                      |
| German Masters      | 1998                        | John Parrott                                      | [ 62 ]               |
| Champions Cup       | 1999 - 2000 - 2001          | Stephen Hendry - Ronnie O'Sullivan - John Higgins | [ 63 ] [ 64 ] [ 65 ] |
| Premier League      | 2000 - 2003 - 2005 (maggio) | Stephen Hendry - Marco Fu - Ronnie O'Sullivan     | [ 66 ] [ 67 ] [ 68 ] |
| Malta Grand Prix    | 2001                        | Stephen Hendry                                    | [ 69 ]               |
| General Cup         | 2015                        | Marco Fu                                          | [ 70 ]               |
| Championship League | 2021                        | Kyren Wilson                                      | [ 71 ]               |

| In squadra   | In squadra                                         | In squadra  | In squadra |
| ------------ | -------------------------------------------------- | ----------- | ---------- |
| Competizione | Anno/Compagno                                      | Avversario  | Note       |
| Nations Cup  | 2000/ Darren Morgan, Matthew Stevens, Dominic Dale | Inghilterra | [ 72 ]     |

| Tornei varianti            | Tornei varianti | Tornei varianti | Tornei varianti |
| -------------------------- | --------------- | --------------- | --------------- |
| Competizione               | Anno            | Avversario      | Note            |
| Six-Red World Championship | 2009            | Mark Davis      | [ 73 ]          |
| Six-Red Macao Masters      | 2018            | Barry Hawkins   | [ 74 ]          |

- European Tour: 1 (Gdynia Open 2015)